# Estratégia
Estratégia (do grego antigo estrategia: stratēgia, tendo como significado a arte de liderar uma tropa; comandar) designava o comandante militar à época da democracia ateniense. O idioma grego apresenta diversas variações, como strategicós, ou próprio do general chefe; stratégema, ou estratagema, ardil de guerra; stratiá, ou expedição militar; stráutema, ou exército em campanha; stratégion, ou tenda do general, dentre outras.
Trata-se de um plano geral para alcançar um ou mais objetivos globais ou de longo prazo sob condições de incerteza. No sentido de " arte do general", que incluía vários subconjuntos de habilidades, incluindo táticas militares, cerco, logística, etc., o termo entrou em uso no século VI d.C. na terminologia romana oriental, e foi traduzido para línguas vernáculas ocidentais apenas no século XVIII. A partir daí e até ao século XX, a palavra “estratégia” passou a denotar “uma forma abrangente de tentar prosseguir fins políticos, incluindo a ameaça ou o uso efetivo da força, numa dialética de vontades” num conflito militar, em que ambos os adversários interajam.
A estratégia é importante porque os recursos disponíveis para atingir as metas são geralmente limitados. A estratégia geralmente envolve o estabelecimento de metas e prioridades, a determinação de ações para atingir as metas e a mobilização de recursos para executar as ações. Uma estratégia descreve como os fins (metas) serão alcançados pelos meios (recursos). A estratégia pode ser intencional ou pode surgir como um padrão de atividade à medida que a organização se adapta ao seu ambiente ou compete. Envolve atividades como planejamento estratégico e pensamento estratégico.
Henry Mintzberg, da Universidade McGill, definiu estratégia como um padrão em um fluxo de decisões para contrastar com uma visão de estratégia como planejamento, enquanto Henrik von Scheel define a essência da estratégia como as atividades para entregar uma combinação única de valor – escolhendo realizar atividades de maneira diferente ou realizar atividades diferentes das dos rivais. Enquanto Max McKeown argumenta que “a estratégia trata de moldar o futuro” e é a tentativa humana de chegar a “fins desejáveis com os meios disponíveis”. Vladimir Kvint define estratégia como “um sistema para encontrar, formular e desenvolver uma doutrina que garantirá o sucesso a longo prazo se for seguida fielmente”. Os teóricos da complexidade definem estratégia como o desdobramento dos aspectos internos e externos da organização que resulta em ações num contexto socioeconômico.

## Área Militar
Na teoria militar, estratégia é "a utilização, durante a paz e a guerra, de todas as forças da nação, por meio de planejamento e desenvolvimento em larga escala e de longo alcance, para garantir a segurança e a vitória". O pai do estudo estratégico moderno ocidental, Carl von Clausewitz, definiu estratégia militar como "o emprego de batalhas para alcançar o fim da guerra". A definição de B. H. Liddell Hart coloca menos ênfase nas batalhas, definindo estratégia como “a arte de distribuir e aplicar meios militares para cumprir os fins da política”. Conseqüentemente, ambos deram preeminência aos objetivos políticos sobre os objetivos militares. O instrutor da Escola de Guerra Naval dos EUA, Andrew Wilson, definiu estratégia como o "processo pelo qual o propósito político é traduzido em ação militar". Lawrence Freedman definiu estratégia como a "arte de criar poder".
Sun Tzu foi o estrategista chinês que, no século IV a.C., escreveu um tratado nominado A Arte da Guerra, que abordava de forma abrangente as estratégias militares. Segundo o mesmo, a formulação de uma estratégia deve respeitar princípios fundamentais, caso contrário você não vencerá as batalhas, conflitos ou guerras. Disse ele: "Se você conhece o inimigo e conhece a si mesmo, não precisa temer o resultado de cem batalhas. Se você se conhece, mas não conhece o inimigo, para cada vitória ganha sofrerá também uma derrota. Se você não conhece nem o inimigo nem a si mesmo, perderá todas as batalhas". A filosofia militar oriental remonta a muito mais tempo, com exemplos como A Arte da Guerra, de Sun Tzu, datado de cerca de 500 a.C.
O Livro dos Cinco Anéis foi escrito em 1645 pelo guerreiro mais famoso do Japão, o samurai Miyamoto Musashi. A sua técnica de arte marcial, Niten Ichi Ryu, tornou-o imbatível por muitos duelos durante toda a sua vida. Nicolau Maquiavel, autor do livro O Principe, texto sobre política prática, também escreveu uma obra chamada Dell'arte della guerra (A Arte da Guerra), além de outras obras de suma importância ao estrategismo.
Carl von Clausewitz é, talvez, o autor estratégico mais importante na ciência militar moderna, sendo o autor de Da Guerra, embora a sua obra não tenha sido completa devido à morte do autor. Da Guerra tornou-se um dos mais respeitados clássicos de estratégia militar. Ele declarou: "Subordinar o ponto de vista político ao militar seria absurdo, pois foi a política que criou a guerra... A política é a inteligência orientadora e a guerra apenas o instrumento, e não vice-versa". O general francês André Beaufre produziu uma das definições de estratégia mais brilhantes e elegantes quando disse: "Estratégia é a arte da dialética das vontades valendo-se da força para resolver o seu conflito".

## Elementos
O professor Richard P. Rumelt descreveu a estratégia como um tipo de solução de problemas em 2011. Ele escreveu que uma boa estratégia tem uma estrutura subjacente que chamou de Núcleo. O núcleo tem três partes: 1) Um diagnóstico que define ou explica a natureza do desafio; 2) Uma política orientadora para lidar com o desafio; e 3) Ações coerentes destinadas à execução da política orientadora.  O Presidente Kennedy ilustrou estes três elementos de estratégia no seu Discurso à Nação sobre a Crise dos Mísseis de Cuba, de 22 de Outubro de 1962:
1. Diagnóstico: "Este governo, como prometido, manteve a vigilância mais próxima do aumento militar soviético na ilha de Cuba. Na semana passada, evidências inequívocas estabeleceram o fato de que uma série de locais de mísseis ofensivos estão agora em preparação naquela aprisionada ilha. O objetivo dessas bases não pode ser outro senão fornecer uma capacidade de ataque nuclear contra o Hemisfério Ocidental".
2. Política Orientadora: "Nosso objetivo inabalável, portanto, deve ser impedir o uso desses mísseis contra este ou qualquer outro país e garantir sua retirada ou eliminação do Hemisfério Ocidental".
3. Planos de Acção: O primeiro entre sete passos numerados foi o seguinte: "Para deter esta acumulação ofensiva, está a ser iniciada uma quarentena estrita de todo o equipamento militar ofensivo enviado para Cuba. Todos os navios de qualquer tipo com destino a Cuba, de qualquer nação ou porto, se que contenha cargas de armas ofensivas, seja devolvido".[14]

Rumelt escreveu em 2011 que três aspectos importantes da estratégia incluem “a premeditação, a antecipação do comportamento dos outros e o desenho proposital de ações coordenadas”. Ele descreveu a estratégia como a resolução de um problema de design, com compromissos entre vários elementos que devem ser organizados, ajustados e coordenados, em vez de um plano ou escolha.

## Formulação e implementação
A estratégia normalmente envolve dois processos principais: formulação e implementação. A formulação envolve a análise do ambiente ou situação, o diagnóstico e o desenvolvimento de políticas orientadoras. Inclui atividades como planejamento estratégico e pensamento estratégico. A implementação refere-se aos planos de ação realizados para atingir as metas estabelecidas pela política orientadora.
Bruce Henderson escreveu em 1981 que: “A estratégia depende da capacidade de prever as consequências futuras das iniciativas presentes”. Ele escreveu que os requisitos básicos para o desenvolvimento da estratégia incluem, entre outros fatores: 
1. amplo conhecimento sobre o ambiente, o mercado e os concorrentes;
2. capacidade de examinar esse conhecimento como um sistema dinâmico interativo; e
3. imaginação e lógica para escolher entre alternativas específicas. Henderson escreveu que a estratégia era valiosa por causa de: "recursos finitos, incerteza sobre a capacidade e intenções de um adversário; o compromisso irreversível de recursos; necessidade de coordenação de ações ao longo do tempo e distância; incerteza sobre o controle da iniciativa; e a natureza das ações mútuas dos adversários em meio a percepções um do outro".[17]

### Estratégia Antiterrorista
Dado que o contraterrorismo envolve esforços sincronizados de numerosas entidades burocráticas concorrentes, os governos nacionais criam frequentemente estratégias abrangentes de contraterrorismo a nível nacional. Uma estratégia nacional de contraterrorismo é um plano do governo para usar os instrumentos do poder nacional para neutralizar os terroristas, as suas organizações e as suas redes, a fim de torná-los incapazes de usar a violência para incutir o medo e coagir o governo ou os seus cidadãos a reagir. de acordo com os objectivos dos terroristas. Os Estados Unidos tiveram várias estratégias deste tipo no passado, incluindo a Estratégia Nacional dos Estados Unidos para o Contraterrorismo (2018); a Estratégia Nacional de Contraterrorismo da era Obama (2011); e a Estratégia Nacional de Combate ao Terrorismo (2003). Houve também uma série de planos auxiliares ou de apoio, como a Estratégia de 2014 para Combater o Estado Islâmico do Iraque e do Levante, e o Plano de Implementação Estratégica de 2016 para Capacitar Parceiros Locais para Prevenir o Extremismo Violento nos Estados Unidos. Da mesma forma, a estratégia antiterrorista do Reino Unido, CONTEST, procura "reduzir o risco do terrorismo para o Reino Unido e os seus cidadãos e interesses no estrangeiro, para que as pessoas possam viver as suas vidas livremente e com confiança". 

## Teoria de gestão
A essência da formulação de uma estratégia competitiva é relacionar uma empresa com seu ambiente. - Michael Porter
A estratégia empresarial moderna emergiu como um campo de estudo e prática na década de 1960; antes dessa época, as palavras “estratégia” e “concorrência” raramente apareciam na literatura de gestão mais proeminente. Alfred Chandler escreveu em 1962 que: "Estratégia é a determinação dos objetivos básicos de longo prazo de uma empresa, e a adoção de cursos de ação e a alocação de recursos necessários para a realização desses objetivos". Michael Porter definiu estratégia em 1980 como a "...fórmula ampla de como uma empresa vai competir, quais deveriam ser seus objetivos e quais políticas serão necessárias para atingir esses objetivos" e o "... combinação dos fins (metas) pelos quais a empresa está se esforçando e dos meios (políticas) pelos quais ela está procurando chegar lá”.
Henry Mintzberg descreveu cinco definições de estratégia em 1998:
- Estratégia como plano – um curso de ação direcionado para atingir um conjunto pretendido de metas; semelhante ao conceito de planejamento estratégico;
- Estratégia como padrão – um padrão consistente de comportamento passado, com uma estratégia realizada ao longo do tempo, em vez de planeada ou pretendida. Nos casos em que o padrão realizado era diferente da intenção, ele referia-se à estratégia como emergente ;
- Estratégia como posição – localizar marcas, produtos ou empresas no mercado, com base na estrutura conceitual dos consumidores ou outros stakeholders; uma estratégia determinada principalmente por fatores externos à empresa;
- Estratégia como estratagema – uma manobra específica destinada a enganar um concorrente; e
- Estratégia como perspectiva – executar a estratégia com base numa “teoria do negócio” ou extensão natural da mentalidade ou perspectiva ideológica da organização. [22]

## Teoria dos jogos
Na teoria dos jogos, a estratégia de um jogador é qualquer uma das opções que o jogador escolheria em um ambiente específico.